# Râul Bucinilor
Râul Bucinilor este un afluent al râului Paloșul. 

## Hărți
- Harta Județului Brașov